# Xishui (Huanggang)
Xishui (chiń. upr. 浠水县; chiń. trad. 浠水縣; pinyin Xīshuǐ Xiàn) – powiat w środkowej części prefektury miejskiej Huanggang w prowincji Hubei w Chińskiej Republice Ludowej. Według danych z 2010 roku, liczba mieszkańców powiatu wynosiła 872649.